# غار دو کنارون زیر دو
اشکفت دو کنارون زیر دو مربوط به دوران فرادیرینه‌سنگی است و در شهرستان ممسنی، بخش رستم، دهستان رستم ۱، ۷۰۰ متری غرب روستای دوکنارون زیردو واقع شده و این اثر در تاریخ ۳۰ بهمن ۱۳۸۶ با شمارهٔ ثبت ۲۰۸۴۸ به‌عنوان یکی از آثار ملی ایران به ثبت رسیده است.